# Cascos Azules de Bolivia

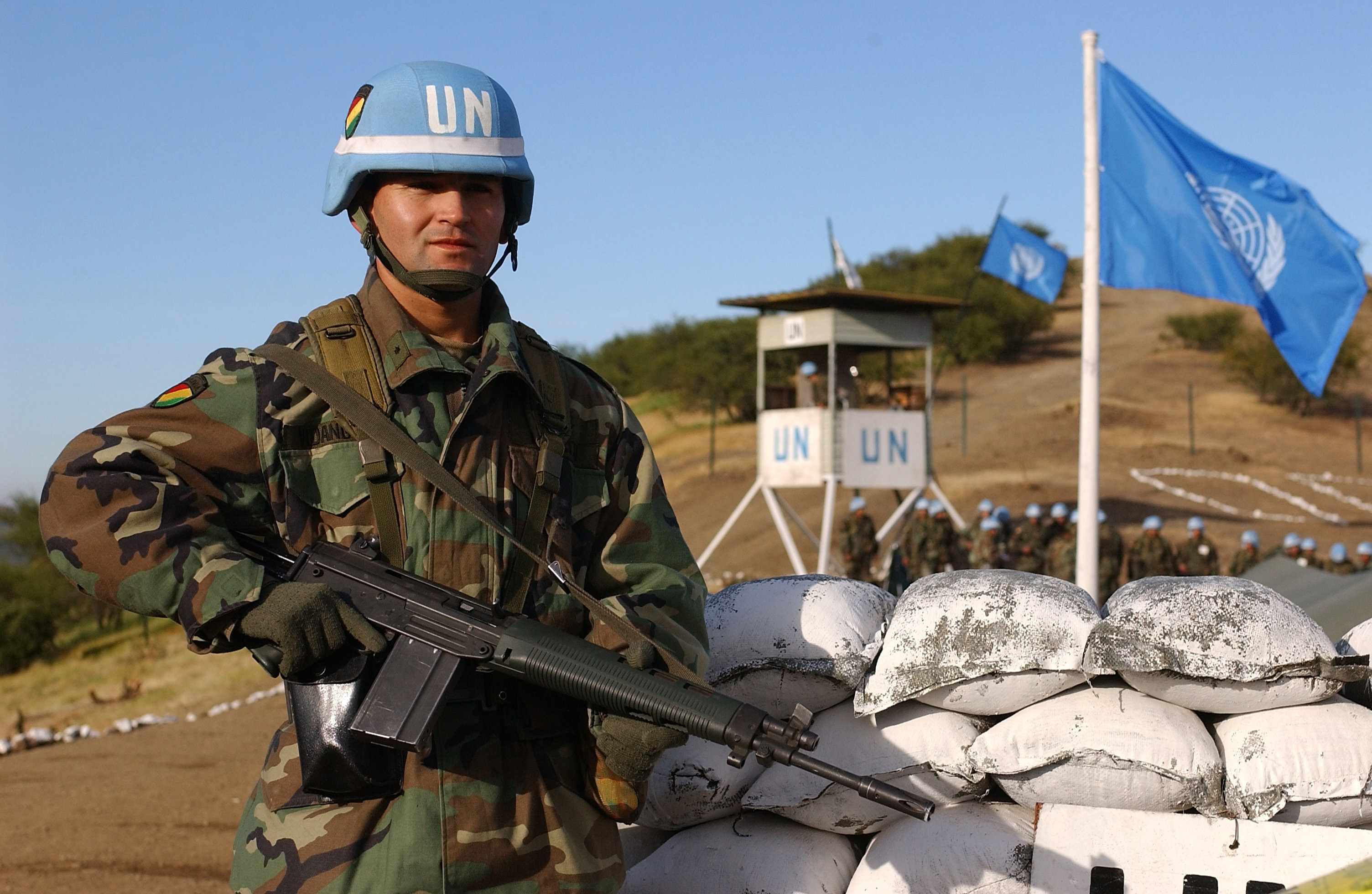
Casco Azul de Bolivia en 2002, portando un SIG SG 542.

Los cascos azules bolivianos son una fuerza de pacificación de ese país que tiene como principal función instaurar la paz y estabilidad donde el gobierno boliviano y la ONU lo requieran.

## Historia
El país inició su participación militar en las Operaciones de Mantenimiento de Paz el 21 de febrero de 1995, cuando las Naciones Unidas propuso al Ministerio de Defensa del país contribuir voluntariamente con tropas. Este aceptó convirtiendo a Bolivia en el último Estado latinoamericano en enviar soldados como cascos azules.
A partir del 22 de mayo de 1997 con la firma del Memorando de Entendimiento entre Bolivia y la Organización de Naciones Unidas, Bolivia participa activamente en Operaciones de Paz principalmente con Observadores Militares y Contingentes.
El Ejército se encuentra en condiciones de cumplir los requerimientos de la Organización de Naciones Unidas proporcionando Fuerzas de Paz altamente capacitadas, y eficientemente entrenadas como consecuencia del esfuerzo y trabajo desarrollado en esta corta trayectoria lograda con la preparación de su personal en diferentes cursos, seminarios y ejercicios en Operaciones de Paz, logrando la especialización en estas actividades de compromiso para la Paz Mundial.
Con este trabajo desarrollado, se inicia la participación de Bolivia el 4 de mayo de 1999 con el envío del primer Contingente a la Misión de Monua - República de Angola compuesta por una Compañía de 70 soldados, la misma que retorna el 27 de noviembre de 1999, habiendo cumplido su misión con éxito, demostrando la excelencia en el trabajo desarrollado fruto de su preparación, la misma que fue reconocida por las autoridades locales y la Organización de Naciones Unidas.
El 28 de octubre de 2001, inicia la Misión la UNIDAD DE GUARDIA BOLIVIA - I, en la localidad de BOENDE de la República Democrática del Congo, realizando tareas de seguridad y protección a instalaciones de la Misión de Observación de las Naciones Unidas en el Congo (MONUC), misión que fue cumplida en forma exitosa por las Unidades de Guardia Bolivia I, II, III, IV, V, VI y Compañías de Infantería Mecanizada Bolivia VII, VIII, IX, X, XI y XII.
A partir del 15 de septiembre del 2006 Bolivia, forma parte del Sistema de Fuerzas de la ONU desplegadas en la Minustah de la República de Haití, con una Compañía de Infantería Mecanizada, en la Capital Puerto Príncipe, con un efectivo de 215 personas; a la fecha la CIMB-III, viene cumpliendo su misión con eficiencia y responsabilidad.
La evaluación del desempeño profesional de los contingentes, ha merecido por parte de la ONU. una sobresaliente y conceptuosa calificación.

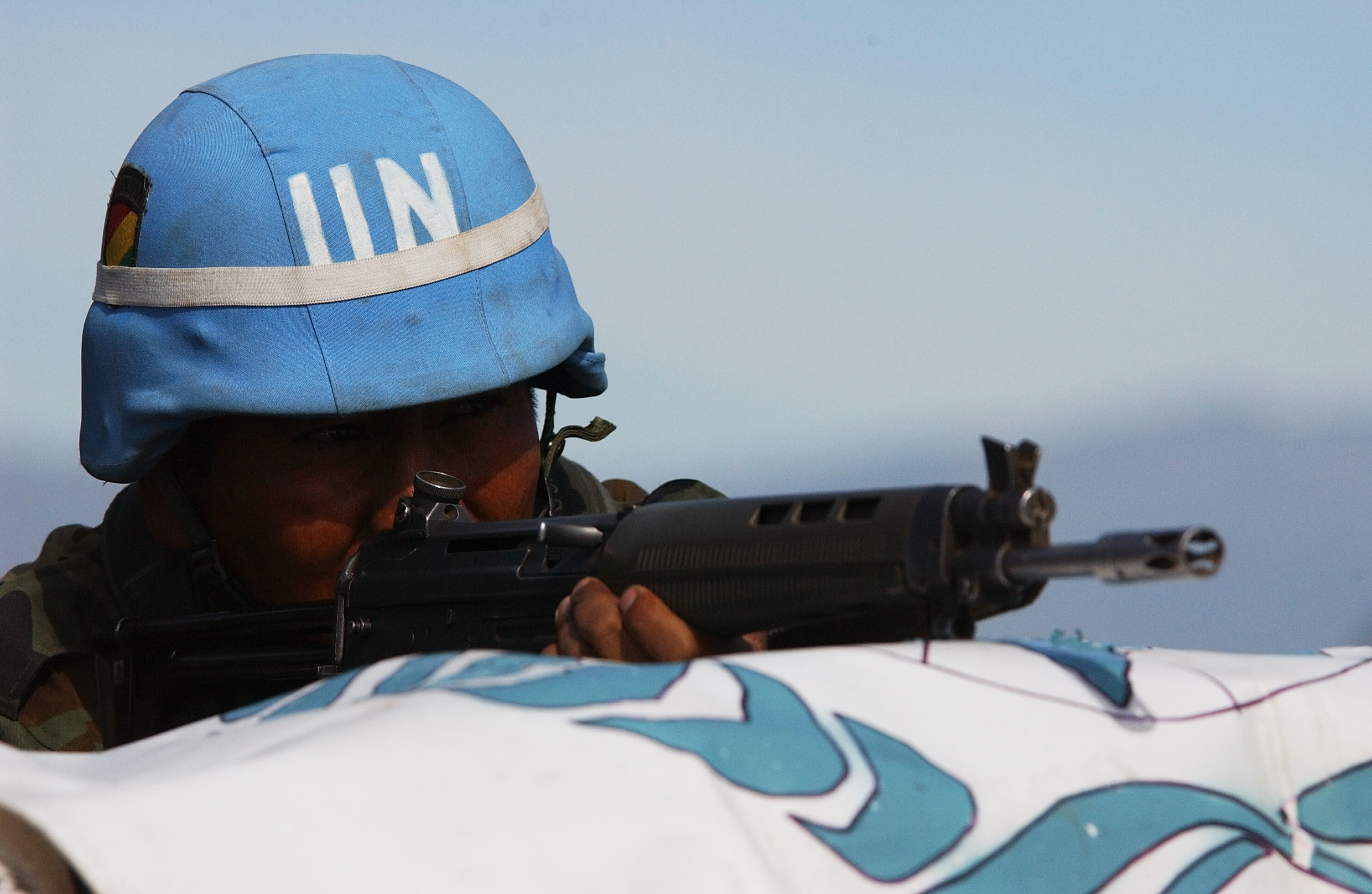
Otro casco azul de Bolivia, practicando con un SIG SG 542 en 2002.

## Misiones de Paz
En esta corta trayectoria, el Ejército de Bolivia ha participado en las siguientes misiones de paz en el mundo con observadores y personal:
- Kosovo (UNMIK)
- Timor Oriental (UNMISET)
- Sierra Leona (UNAMSIL)
- República Democrática del Congo (MONUC)
- Chipre (UNFICYP)
- Liberia (UNMIL)
- Burundi (ONUB)
- Costa de Marfil (ONUCI)
- Haití (MINUSTAH)
- Sudán (UNMIS)
- Etiopía y Eritrea (UNMEE)
- Guatemala (MINUGUA)
- Kuwait (UNIKOM)
- Afganistán (UNMA)
- Georgia (UNOMIG)
- Nepal (UNMIN)
- Chad y República Centroafricana (MINURCAT)